# 3747 Белински
3747 Белински (енгл. 3747 Belinskij) је астероид главног астероидног појаса са пречником од приближно 26,73 .
Афел астероида је на удаљености од 3,565 астрономских јединица (АЈ) од Сунца, а перихел на 2,812 АЈ.
Ексцентрицитет орбите износи 0,118, инклинација (нагиб) орбите у односу на раван еклиптике 24,352 степени, а орбитални период износи 2080,036 дана (5,694 година).
Апсолутна магнитуда астероида је 11,10 а геометријски албедо 0,089.
Астероид је откривен 5. новембра 1975. године.